# Republic XF-12
Die Republic XF-12 Rainbow (englisch „Regenbogen“) war ein viermotoriges Ganzmetall-Aufklärungsflugzeug der Vereinigten Staaten, konstruiert von Republic Aviation Mitte der 1940er-Jahre. Der Buchstabe „F“ in der Bezeichnung steht für die von 1930 bis 1947 gebräuchliche Missionsbezeichnung Fotografische Aufklärung und darf nicht mit der heute bei der USAF gebräuchlichen Bezeichnung für Fighter verwechselt werden. Im Jahr 1948 wurde die Bezeichnung der Maschine in Republic XR-12A geändert („R“ für Reconnaissance).
Wie die meisten großen Flugzeuge der Alliierten dieser Ära hatte es Sternmotoren – in diesem Fall den Pratt & Whitney R-4360 „Wasp Major“. Das Flugzeug hatte hervorragende aerodynamische Eigenschaften und konnte „auf allen Vieren fliegen“ („flying on all fours“), denn es war schneller als 400 Meilen pro Stunde (643 km/h), hatte eine Reichweite von mehr als 4000 Meilen (6430 km) und eine Dienstgipfelhöhe von 40.000 Fuß (12.190 m). Obwohl die Rainbow sehr innovativ war, konnte sie gegen die modernere Düsentechnologie nicht bestehen und eine Serienfertigung wurde nie begonnen.

## Entwicklung
Die ursprüngliche Ausschreibung für ein neues Flugzeug wurde im Jahre 1943 vom Air Technical Service Command der U.S. Army Air Forces  (USAAF) an die Flugzeughersteller versandt. Die Ausschreibung forderte ein Aufklärungsflugzeug, das die genannten „Vieren“ (400 Meilen pro Stunde, 40.000 Fuß Dienstgipfelhöhe und 4000 Meilen Reichweite) übertreffen könne. Der primäre Zweck des Flugzeugs waren Hochgeschwindigkeitsüberflüge über Japan – während des Zweiten Weltkriegs wurden in der Regel Kampfflugzeuge und Bomber für Aufklärungsflüge verwendet. Der neue Aufklärer sollte fotografische Informationen sammeln, und dazu waren eine angemessene Geschwindigkeit, Reichweite und eine genügende Dienstgipfelhöhe notwendig.
Im August 1943 empfahl Colonel Elliot Roosevelt, Kommandant einer F-5-Aufklärerstaffel und Sohn des US-Präsidenten Franklin D. Roosevelt, die Beschaffung eines geeigneten Hochleistungs-Aufklärungsflugzeugs, das zur Vorbereitung von alliierten Luftangriffen Bomber-Ziele suchen könnte. Zusätzliche Überflüge nach einem Angriff würden den Offizieren die Fähigkeit geben, unbeschädigt gebliebene Ziele nochmals anzugreifen. Die F-5-Flugzeuge von Oberst Roosevelt waren nämlich umgebaute P-38 Lightnings.
Die Firma Republic Aviation entwickelte daraufhin die Republic XF-12, um diesen Ansprüchen gerecht zu werden. Ihre hauptsächliche Konkurrenz bestand aus der zweimotorigen Hughes XF-11, die von Hughes konstruiert wurde. Beide Modelle wurden zur gleichen Zeit konstruiert und waren mit den gleichen Triebwerken ausgestattet. Nach dem Erstflug der Republic XF-12 am 4. Februar 1946 gelang es, die Anforderungen der USAAF zu übertreffen – die Maschine erreichte sogar 470 Meilen pro Stunde (756 km/h), die Dienstgipfelhöhe lag bei 45.000 Fuß (entsprechend 13.716 Metern) und sie flog 4500 Meilen weit, also 7240 km.

## Konstruktion

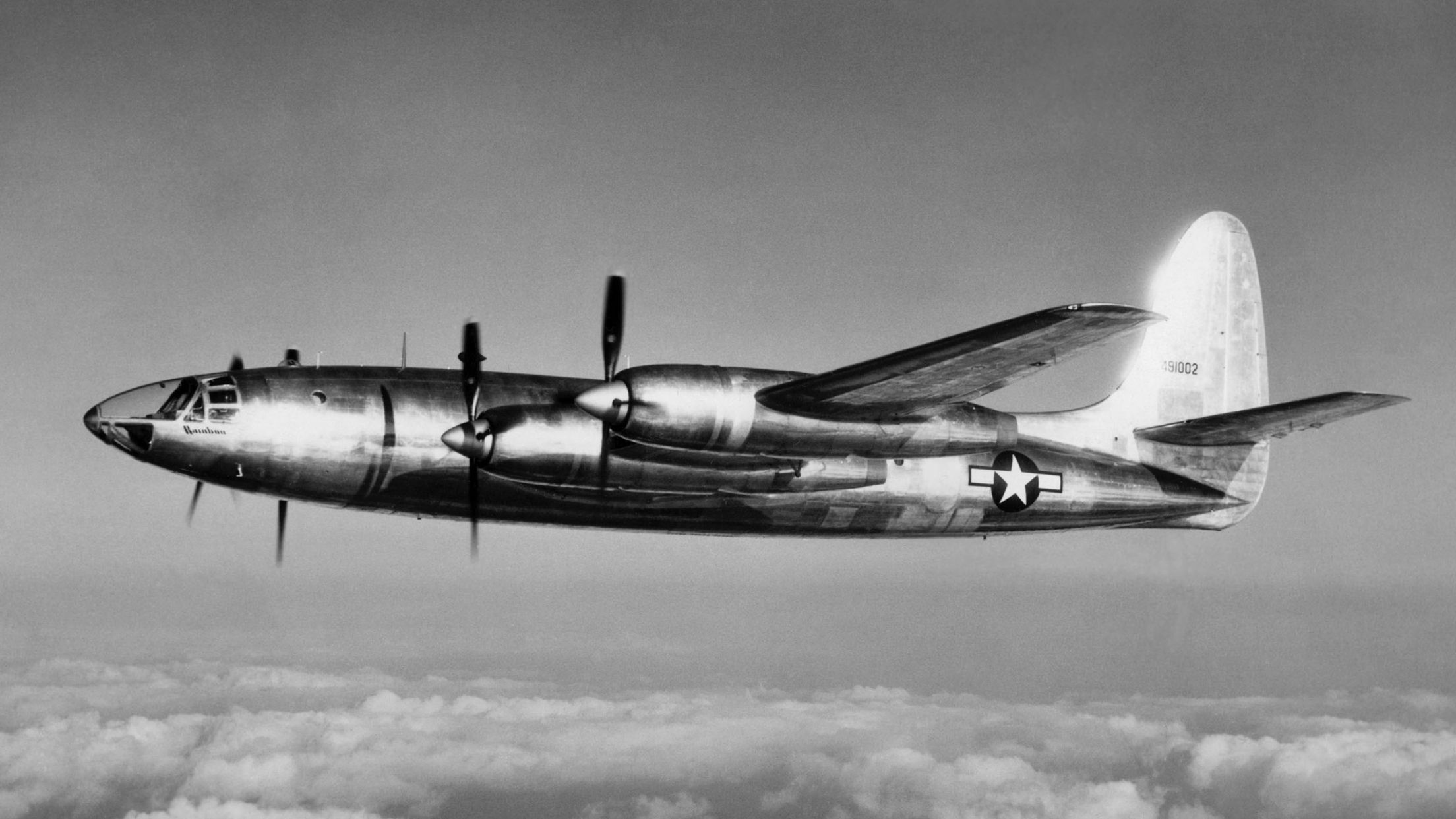
1. Prototyp der XF-12 im Flug

Das Flugzeug ist in Halbschalenbauweise aus Duraluminium ausgeführt. Der Rumpf weist einen kreisrunden Querschnitt auf und ist von der Bug- bis zur Hecksektion, mit Ausnahme des Leitwerks, Druckbelüftet. Der Rumpfbug bildet sich durch eine geschossförmige Plexiglasscheibe die jedoch nur Aerodynamischen Zwecken dient, die eigentlichen Cockpitfenster befinden sich dahinter. Die Druckbelüftung war dafür ausgelegt eine Kabinenhöhe (Druckäquivalent) von 3000 m bis zu einer Flughöhe von 12.200 m zu gewährleisten. Dies geschah automatisch gesteuert mittels Zapfluft von den vier Triebwerken. Atemsauerstoff wurde durch acht G-1 Flaschen gewährleistet die bei 28 bar Fülldruck die 7 Mann Besatzung über 4 h in einer Flughöhe von 7600 m versorgen konnten. Die Tragflächen waren als Mitteldecker Zweiholmig in Halbschalenbauweise mit einer V-Stellung von 6° konfiguriert. Das Streckungsverhältnis betrug 10:1, das Laminarprofil vom Typ Republic R-4 war für Geschwindigkeiten von Mach 0.7 optimiert. Die dreiteiligen Fowlerklappen mit Vorflügel an der Tragflächen Hinterkante wurden elektrisch bis auf 65° Landekonfiguration ausgefahren. Eine Schutzvorrichtung verhinderte dabei ein Ausfahren bei zu hoher Fluggeschwindigkeit um Beschädigungen zu vermeiden. Die Flugsteuerung war konventionell, Quer-, Seiten- und Höhenruder besaßen jeweils ein Ausgleichs- und Trimmruder sowie ein federbelastetes Flettnerruder. Zusätzlich waren sämtliche Ruderspalte abgedichtet. Das Hauptfahrwerk war einfach bereift und wurde zwischen innerer Triebwerksgondel und Rumpf hydraulisch, quer in die Unterseite der Tragfläche eingefahren. Gebremst wurde mit hydraulischen Scheibenbremsen an den Hauptfahrwerken, ein pneumatisches Notbremssystem war ebenfalls vorhanden. Das lenkbare Bugfahrwerk war doppelt bereift und fuhr hydraulisch nach hinten ein. Das gesamte Hydrauliksystem wurde durch zwei Axialkolbenpumpen an den beiden inneren Triebwerken Druck beaufschlagt. Ebenfalls Hydraulisch betätigt war ein mit dem Fahrwerk gekoppelter Hecksporn. Die Triebwerke in den vier Gondeln bestanden aus einem P&W R-4360-37 Sternmotor mit zwei parallel geschalteten GE BM4 und BM5 Turboladern in Verbindung mit einem Curtiss-Electric C644S-B Vierblatt-Stahl Propeller mit 4,62 m Durchmesser, Umkehrschub sowie Segelstellung. Somit konnte pro Triebwerk eine Antriebsleistung von maximal 3.000 PS bei 2.700/min und einem Ladedruck von 1,7 bar bis zu einer Flughöhe von 12.200 m realisiert werden. Der Sternmotor selbst wurde durch ein Gebläse zwischen Propeller-Spinner und Triebwerksverkleidung gekühlt, reguliert durch einen elektrisch verstellbaren Drosselring am Ende der Cowling. Ein großer Lufteinlass an der Tragflächenvorderkante zwischen den Triebwerksgondeln versorgte sowohl die Turbolader als auch Schmieröl- und Ladeluftkühler mit Luft, reguliert durch zwei elektrisch betätigte Auslassklappen an der Unterseite der Triebwerksgondeln. Sämtliche Abgase wurden am Gondelende abgeleitet um zusätzlichen Schub durch den Rückstoß zu erzeugen. Jedes Triebwerk verfügte über einen 231 l fassenden Schmieröltank. Zur Kraftstoffversorgung (AvGas 100/130) gab es vier geschützte (Selbstversiegelnd) Rumpftanks mit 12.204 l Volumen. Sowie in den Tragflächen zwischen den Triebwerken zwei geschützte Tanks mit 3.520 l und in den äußeren Tragflächen zwei Tanks ohne Schutz mit 5.012 l. Somit standen insgesamt 20.736 l Tankvolumen zur Verfügung. Das Bordstromnetz wurde durch sechs 200 Ampere Gleichstromgeneratoren, zwei 24 V Batterien sowie vier 3 Phasen Wechselrichter für 115 V und einen 26 V Transformer gespeist. Die Tragfläche wurde thermisch mittels Heißluft von den Auspuffrohren enteist, das Seiten- und Höhenleitwerk mittels eines Benzin betriebenen Heißluftgebläses. Um die Rolle als Aufklärer zu erfüllen, hatte die XF-12 hinter den Tragflächen drei separate Abteile für die Flugfotografie – eines davon für eine vertikale Kamera, eines für split-vertical-Aufnahmen (zwei Kameras werden montiert und es entsteht ein kleiner Überlappungsbereich zwischen den Fotografien) und schließlich ein Abteil für Trimetrogon-Aufnahmen.

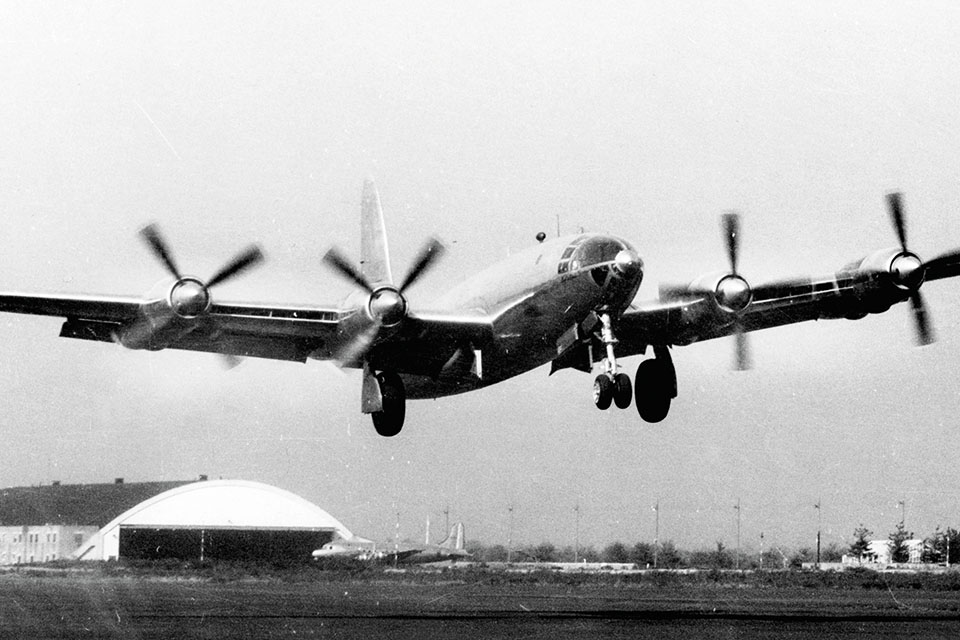
1. Prototyp der XF-12 beim Start im Republic Werk Farmingdale.

Bei letzterer Technik schießen drei Kameras je ein Bild, die mittlere davon ist senkrecht nach unten gerichtet, während die beiden anderen in einem 60°-Winkel von der Senkrechten abweichen. Das Resultat ist ein zusammengesetztes Bild, dessen Blickwinkel vom einen Horizont zum anderen reicht. Um die Aerodynamik nicht zu verschlechtern, öffnete jede Klappe für die Kameraöffnungen nach innen, was eine nahtlose Außenhaut gewährleistete. Die XF-12 besaß auch eine komplette Dunkelkammer, um die Fotografien noch während des Einsatzes zu entwickeln und möglicherweise auch auswerten zu können. Um auch bei Nacht Aufnahmen machen zu können, wurden aus einem kleinen Schacht zwischen den Tragflächen an der Rumpfunterseite Leuchtkörper abgeworfen.

## Geschichte
Am erfolgreichsten wurde die Republic XF-12 während der Operation „Birds Eye“ eingesetzt. Die Mission wurde gestaltet, um die Aufklärer-Eigenschaften der Republic XF-12 zur Schau zu stellen. Am 1. September 1948 hob der zweite Prototyp der Republic XF-12 von der Edwards Air Force Base in Kalifornien ab und stieg zuerst westwärts auf Dienstgipfelhöhe hinauf. Als 40.000 Fuß erreicht wurden, flog die Republic XF-12 ostwärts über die Vereinigten Staaten und fotografierte ihren gesamten Flugweg bis zum Mitchell Field (Garden City, Long Island) an der Ostküste. Während des 6 Stunden und 55 Minuten langen Flugs wurde ein 325 Fuß (99 Meter) langer Film belichtet, auf dem 390 einzelne Luftfotos Platz fanden; das Blickfeld auf dem Bildstreifen war 788 Kilometer breit. Der rekordbrechende Flug wurde am 29. November 1948 im Magazin „Life“ vorgestellt, und der Filmstreifen war an der 1948er Air Force Association Convention in New York zu sehen.
Als die Republic XF-12 diesen beeindruckenden „Aufklärungsflug“ meisterte, hatte die Air Force bereits das Republic-XF-12-Programm gestrichen. Der Hauptgrund für den Entscheid war, dass sowohl die Boeing B-29 Superfortress und ihre Weiterentwicklung B-50 Superfortress bereits im Dienst standen und behelfsmäßig für Aufklärungsflüge genutzt werden konnten, bis die RB-47 Stratojet 1951 in Dienst gestellt wurde.
Republic überlegte dann, eine Passagierversion der XF-12 zu konstruieren, die RC-2 (Republic Commercial 2) – American Airlines und Pan American World Airways (Pan-Am) bestellten zögerlich die RC-2, doch sie strichen dann die Beschaffung wegen Zusatzkosten. Hauptsächliche Änderungen gegenüber dem Aufklärungsflugzeug waren ein gestreckter Rumpf, schwächere, aber bei der geringeren Flughöhe effizienter arbeitende Motoren und zusätzliches Volumen für Treibstoff. Als aber die Militärversion nicht bestellt wurde, hätte Republic die zusätzlichen Kosten für Weiterentwicklung und Fertigung den zivilen Bestellern in Rechnung stellen müssen – die zivile Version wäre deshalb viel zu teuer geworden.
Hinzu kam, dass Lockheed bereits die Constellation verkaufte und Douglas ihre Douglas DC-6 – beides Flugzeuge, welche mehr Passagiere zu einem geringeren Kilometerpreis befördern konnten. Eine weitere Erschwernis war, dass nach dem Kriegsende viele nicht mehr benötigte militärische Transportflugzeuge zum Verkauf standen – so etwa die C-54 Skymaster, die DC-4-Version der Armee. Da keine Bestellungen mehr eintrafen, wurden lediglich zwei Prototypen der Republic XF-12 jemals gebaut.
Hätte die Republic XF-12 im Jahre 1944 zur Verfügung gestanden, hätte Republic dank ihrem überlegenen Flugzeug viele Bestellungen erhalten und zusammen mit einer möglichen Passagierversion hätte dies den Nachkriegs-Flugzeugmarkt völlig verändert. Die Republic XF-12 geriet in Vergessenheit, obwohl sie schnell war, eine fast perfekte Stromlinienform und geschickt verkleidete Triebwerke besaß. Aber die Republic XF-12 bleibt deshalb ein Designklassiker und ist noch heute eines der wenigen kolbenmotorgetriebenen Flugzeuge, die im Horizontalflug 450 Meilen pro Stunde erreichten.

## Technische Daten
| Kenngröße             | Daten |
| --------------------- | --- |
| Länge                 | 28,56 m |
| Spannweite            | 39,37 m |
| Höhe                  | 8,55 m |
| Flügelfläche          | 152,36 m² |
| Flügelstreckung       | 10,2 |
| Leermasse             | 29.483 kg |
| max. Startmasse       | 45.994 kg |
| Höchstgeschwindigkeit | über 756 km/h / 470 mph |
| Steigrate             | über 1.524 m/min / 5.000 ft/min |
| Dienstgipfelhöhe      | 13.716 m; Zivilversion RC-2: 12.200 m |
| Reichweite            | 7.242 km |
| Triebwerke            | vier Pratt & Whitney R-4360-31 mit Vierblatt-Propellern und je 3.250 PS (2.420 kW); das Zivilmodell hätte ein schwächeres Triebwerk erhalten |